# Ptiči (film)
Ptiči (angleško The Birds) so ameriški grozljivi triler iz leta 1963, ki ga je režiral in produciral Alfred Hitchcock. Ohlapno temelji na kratki zgodbi The Birds Daphne du Maurier iz leta 1952 in prikazuje vrsto nenadnih in nerazložljivih nasilnih napadov ptic na ljudi v kraju Bodega Bay v nekaj dneh. V glavnih vlogah nastopata Rod Taylor in Tippi Hedren, za katero je to filmski debi, v stranskih vlogah pa Jessica Tandy, Suzanne Pleshette in Veronica Cartwright. Scenarij je napisal Evan Hunter, ki mu je Hitchcock naročil, naj doda nove like in bolj razdelano zgodbo, obdrži pa naslov in koncept nerazložljivih napadov ptic iz kratke zgodbe.
Film je bil premierno prikazan 28. marca 1963 in je naletel na mešane ocene kritikov, finančno pa je bil uspešen z 11,4 milijona USD prihodkov ob 3,3-milijonskem proračunu. Sodobni kritiki ga ocenjujejo precej bolje, Ameriški filmski inštitut ga je uvrstil na sedmo mesto stotih najboljših ameriških trilerjev. Leta 2016 ga je ameriška Kongresna knjižnica izbrala za ohranitev v okviru Narodnega filmskega registra zaradi njegove »kulturne, zgodovinske ali estetske vrednosti«. Leta 1994 je režiser Rick Rosenthal posnel neuspešno nadaljevanje filma The Birds II: Land's End.

## Vloge
- Tippi Hedren kot Melanie Daniels
- Rod Taylor kot Mitchell »Mitch« Brenner
- Jessica Tandy kot Lydia Brenner
- Suzanne Pleshette kot Annie Hayworth
- Veronica Cartwright kot Cathy Brenner
- Ethel Griffies kot ga. Bundy
- Charles McGraw kot Sebastian Sholes
- Lonny Chapman kot Deke Carter
- Doreen Lang kot histerična mati
- Karl Swenson kot pridigar
- Joe Mantell kot cinični poslovnež
- Ruth McDevitt kot ga. MacGruder
- Malcolm Atterbury kot Al Malone
- John McGovern kot poštni uradnik
- Richard Deacon kot Mitchov sosed
- Elizabeth Wilson kot Helen Carter
- Doodles Weaver kot ribič
- William Quinn kot George